# Љ
Љ, љ e четиринадесетата буква от сръбския и петнадесетата буква от македонския книжовен вариант на кирилицата. Обозначава небната странична приблизителна съгласна /ʎ/ [ль]. Љ е лигатура, съставена от буквите Л и Ь. Въведена е от сръбския езиковед Вук Караджич в неговата граматика „Писменица сербскога їезика по говору простога народа“ (Виена, 1814 [репринт: Краљево: ГИРО „Слово“, 1984]). Аналогична буква на „Љ“ е „Њ“. След включването на Социалистическа Република Македония в рамките на СФР Югославия, буквата е възприета и в местния правопис.
Буквата Љ е създадена от Вук Караджич случайно. Той разбира, че старата буква дервь (Ћ) „представлява не друго, а слято изписани т и ь“. Така той решава да приложи същия прийом и при други букви, като създава Љ и Њ. Впоследствие става ясно, че лигатурите Љ и Њ са се срещали в славянските ръкописи и по-рано, но стихийно и самодейно, без да имат статут на отделни букви. Това се е срещало и при онебняването (палатализация) или веларизация и на други съгласни звукове, като например Р в средновековни изписвания на ЦРЬ (царь) и др.
В новосъздадената писмена норма на македонската реч, буквата Љ е въведена по сръбски образец от Езиковите комисии на АСНОМ, с политическата цел за създаване на нов и фалшив македонски език, на 4 декември 1944 година след гласуване (9 гласа „за“, 2 „против“).
Съществуването на отделни букви именно за обозначаването на звуковете Љ и Њ не е случайно. В някои южнославянски езици още от древни времена малко съгласни звукове могат да бъдат твърди и меки. „Променлива мекост“ притежават Л и Н, затова, чудейки се как да това да бъде обозначено в книжнината, се заражда използването на дъгичка над буквата; отметка, която придавала на буквите облика ЛГ и НГ; а в босанчицата – с диграф по латински образец ЋЛ и ЋН; или дори ѢЛ и ѢН по френски или италиански образец (canaglia и cognac) и др.